# Arenaria pogonantha
Arenaria pogonantha är en nejlikväxtart som beskrevs av William Wright Smith. Arenaria pogonantha ingår i släktet narvar, och familjen nejlikväxter. Inga underarter finns listade i Catalogue of Life.